# 朱軒姫
朱 軒姫（しゅ けんき、1592年5月以降 - 万暦21年3月19日（1593年4月20日））は、明の万暦帝の第8皇女。

## 経歴
万暦帝と李徳嬪の次女として生まれた。朱軒姞（仙居公主）の同母妹、朱軒嬁（香山公主）の同母姉である。
出生日については記録がないが、万暦21年3月19日（1593年4月20日）死去した。泰順公主の位を追贈され、金山に葬られた。

## 伝記資料
- 『国榷』
- 『明神宗実録』